# 格闘漫画
格闘漫画（かくとうまんが）は、日本における漫画のジャンルの一つ。

## 概要
主に格闘技を題材とした作品を指す。格闘技を使わない戦闘や勝負を描いた漫画は俗にバトル漫画やアクション漫画とも呼ばれ、格闘漫画とは区別される。
1952年の『イガグリくん』（福井英一）から始まったジャンルだとされる。その後、1967年の『柔道一直線』（作画：永島慎二・斎藤ゆずる）、1968年の『あしたのジョー』（作画：ちばてつや）、『タイガーマスク』（作画：辻なおき）、1971年の『空手バカ一代』（作画：つのだじろう・影丸穣也）など、梶原一騎原作による格闘漫画が多く生まれた。
1977年に週刊少年ジャンプで、『リングにかけろ』（車田正美）が連載開始。物語中盤からボクサー同士が超人的な必殺技で戦いを繰り広げる内容となり、同作のアクション描写と、トーナメント戦は後の週刊少年ジャンプの格闘漫画に影響を与えたとされる。
その後、1983年に週刊少年ジャンプで、『北斗の拳』（原作：武論尊・作画：原哲夫）が連載開始。『北斗の拳』の大ヒットにより、『週刊少年ジャンプ』においてバトルアクションが主体の格闘漫画が増加した。
1991年に週刊少年チャンピオンで『グラップラー刃牙』（板垣恵介）が連載開始。現在も題名を改めて連載中の長期連載シリーズであり、様々な格闘家との闘いが描かれるのが特徴。スポーツライターの関口裕一は、第1部の山場である最大トーナメント編に登場する中国拳法の達人・烈海王が、空手界の最終兵器・愚地克巳のマッハ突きを「中国拳法が2000年前に通過した場所」という言葉とともに一蹴したシーンについて、『空手バカ一代』によって育まれた空手最強幻想を打ち砕いたとして『刃牙』シリーズの中でもエポックメイキングな瞬間であり、格闘漫画の歴史の転換点の一つと評している。